# Haniel
Haniel (Hebreo: הניאל, "La alegría de Dios"; Hebreo: חַנִּיאֵל, "Gloria o gracia de Dios") también conocida como Anael, Aniel, Hanael, Hamiel u Onoel, es una ángel en el judaísmo tradicional. 
Desde una perspectiva esotérica a Haniel se le asocia generalmente con el planeta Venus y con la Luna, y como regente del mes de diciembre y los signos de Escorpio y Géminis , o bien sobre Capricornio. También es la arcángel de la Sephirah Netsaj.  El nombre deriva probablemente de Haniel hebreo hana'ah, "alegría", "placer". Se le menciona como jefa de los principados y las virtudes. 
En ocasiones se le señala como el ángel que llevó a Enoch a los cielos. 
Haniel suele estar relacionada con la esmeralda y se asocia con la rosa (el símbolo de las cualidades de belleza). Por lo general se representa como un andrógino con alas grises anchas. Lleva un vestido verde esmeralda y una linterna de color marrón.

## Galería

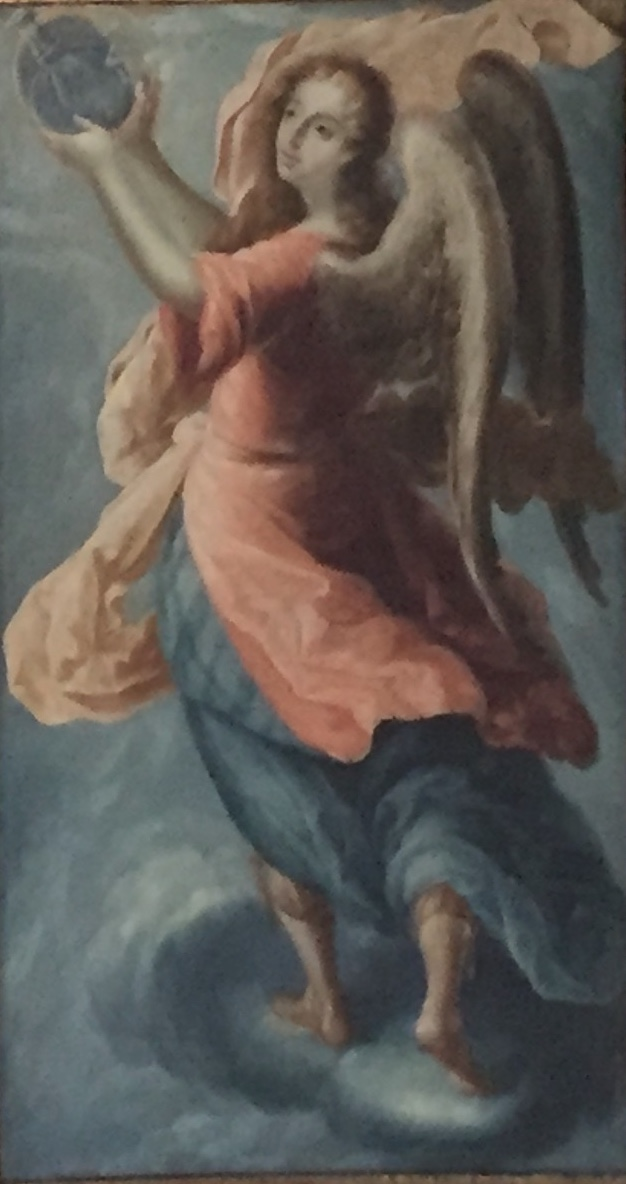
Anael como el regente de la luna, Museo Soumaya.
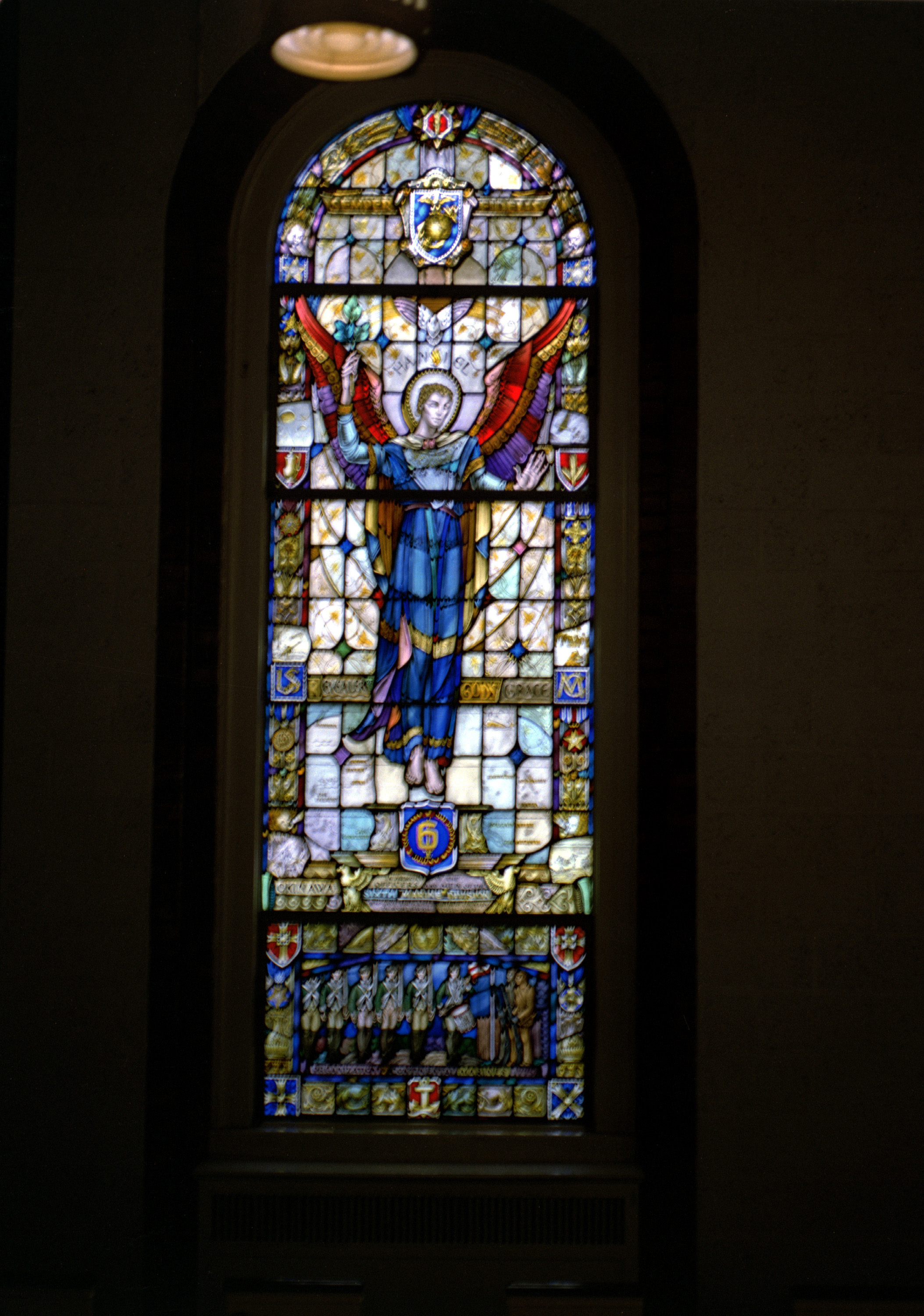
Arcángel Haniel, vidriera de la capilla protestante principal en la Base del Cuerpo de Marines Camp Lejeune.